# Diego del Ocampo
Diego del Ocampo (fl. 1540s) Fue un destacado líder cimarrón de la isla Española (actual República Dominicana), que combatió durante varios años al lado de  Sebastián Lemba, otro importante jefe rebelde. Juntos protagonizaron una de las primeras insurrecciones de personas esclavizadas en el continente americano.

## Cimarronaje
Antes del desarrollo de la industria azucarera en República Dominicana, la existencia de esclavos era mínima en la isla. Fue Bartolomé de las Casas y los frailes dominicos quienes propusieron la introducción de personas esclavizadas de origen africano como una forma de mitigar el sufrimiento de los pueblos indígenas, quienes no lograban soportar las duras jornadas laborales en los ingenios y trapiches dedicados al azúcar. Los encomenderos, por su parte, pidieron a los frailes Jerónimos que gestionaran la llegada de esclavos para emplearlos en esas labores. Estas personas eran forzadas a desempeñar tareas físicas extremadamente exigentes en los molinos. Aquellos que se resistían eran objeto de castigos crueles e injustos, lo cual provocó que muchos optaran por rebelarse o escapar.[cita requerida]
La insurrección de los negros se llamó Cimarronada y los pueblos que formaron en las montañas de Ocoa y Bahoruco se llamaron Palenques o Manieles. La primera insurrección en el nuevo mundo tuvo lugar el 25 de diciembre de 1521, cuando unos 40 miembros de la tribu wolof incendiaron el ingenio azucarero de Diego Colón y María de Toledo En un lugar conocido como La Nueva Isabela, situado junto al río Nizao y en una propiedad de Melchor de Castro, los rebeldes dieron muerte a doce españoles. Sin embargo, antes de alcanzar la localidad de Azua, fueron interceptados por Melchor de Castro y un grupo de colonos armados, quienes lograron vencerlos, provocando seis bajas entre los insurgentes y dejando numerosos heridos. Algunos de los sobrevivientes fueron ejecutados mediante ahorcamiento a lo largo del camino que conectaba Nizao con Haina —entonces la principal región azucarera—, y sus cuerpos fueron expuestos públicamente con el propósito de sembrar el miedo e impedir futuros levantamientos.
Tiempo después de estos acontecimientos, Diego de Ocampo encabezó su propia rebelión, realizando ataques y sabotajes contra los ingenios azucareros en distintas zonas del territorio que hoy conforma la República Dominicana, a inicios del siglo XVI. Con el paso del tiempo, se consolidó como una de las figuras más representativas de la resistencia contra la esclavitud en la isla de Santo Domingo, junto a Sebastián Lemba, Juan Vaquero, Diego de Guzmán, Fernando Montoro y otros. En la década de 1530, Lemba se rebeló con un grupo de esclavos fugitivos y luchó durante más de 10 años en las montañas de lo que hoy es el Pico Diego de Ocampo. Este esclavo enseñó a sus perseguidores los lugares donde se encontraban los palenques y las tácticas de combate utilizadas por los rebeldes, lo que facilitó enormemente su derrota. Hay que recordar que los esclavos solían darse el nombre de sus amos o del lugar de origen o de la profesión que ejercían.
Entre los años 1542 y 1546 tuvo lugar una nueva gran rebelión protagonizada por miles de esclavos africanos. La magnitud del levantamiento provocó un creciente temor entre los propietarios, quienes comenzaron a temer que los insurgentes lograran tomar el control de toda la isla. En respuesta a esta amenaza, el rey Carlos I decidió remover de su cargo al gobernador, el sacerdote licenciado Alonso de Fuenmayor, y designó en su lugar al militar Alonso López de Serrato, enviado directamente desde España. Al llegar, López de Serrato estableció una tregua estratégica con el objetivo de ganar tiempo y formar escuadrones especializados en guerra irregular. Una vez organizados, estos grupos iniciaron ofensivas contra los palenques, eliminando sin distinción a todos los que allí encontraban.[cita requerida]
Con el paso del tiempo, Diego de Ocampo, al verse acorralado por estos escuadrones, optó por rendirse. Negoció su vida y una recompensa económica a cambio de abandonar la lucha y colaborar con las autoridades. Sin embargo, cuando se rebeló nuevamente, fue asesinado.

## Historiografía
De acuerdo con los registros de 1546, Diego Guzmán fue uno de los primeros líderes insurgentes en caer, en 1545. Posteriormente, Sebastián Lemba fue uno de los últimos cabecillas rebeldes en morir en combate; perdió la vida en septiembre de 1548, cerca de San Juan de la Maguana, asesinado por un esclavo que obtuvo su libertad como recompensa por ese acto. El otro líder que resistió por más tiempo fue Juan Vaquero, abatido en 1554. No obstante, pese a estas derrotas y al duro castigo contra los insurrectos, los siguientes dos siglos y medio estuvieron marcados por la persistencia de comunidades de cimarrones y palenques, especialmente en las regiones montañosas de Bahoruco y Neiba, pero nunca con la fuerza de las ocurridas en los años de 1542.